# Лайънсгейт
Lions Gate Entertainment Corporation е американско-канадска филмова компания, създадена през 1995. Занимава се с дублиране на филми и сериали. Има и игрални и анимационни филми, в различни жанрове – комедия, драма, приключенски, екшън, фентъзи и др.
Първата анимация на Lionsgate е „И не заживели щастливо“ (2007). През 2009 г. излиза още една анимация на Lionsgate „И не заживели щастливо: Историята за Снежанка“. През 10 октомври 2010 г. е създал филма „Алфа и Омега“

## История
Компанията е създадена през 1995 г. във Ванкувър, Канада от инвестиционния банкер Франк Гистра, решил да инвестира в разрастващата се филмова индустрия в града. Първият касов успех на компанията е филмът Американски психар през 2000.
Компанията не трябва да се бърка с едноименното филмово студио Lion's gate Film на известния режисьор Робърт Олтмън, основано през 1970 г. Името и на двете компании дава една от запазените марки на Ванкувър – мостът Лайънс Гейт (Lions Gate Bridge).

## Филми
- Американски психар (2000)
- Реквием за една мечта (2000)
- Късметлията Чък (2007)
- Транспортер 3 (2008)
- Алфа и Омега (2010)
- Следващите три дни (2010)
- Очаквай неочакваното (2012)
- Жокерът (2015)